# Pseudodiplogasteroides compositus
Pseudodiplogasteroides compositus är en rundmaskart. Pseudodiplogasteroides compositus ingår i släktet Pseudodiplogasteroides och familjen Cylindrocorporidae. Inga underarter finns listade i Catalogue of Life.